# Frans Buyens
Frans Buyens (* 2. Februar 1924 in Temse, Belgien; † 26. Mai 2004 in Jette, Belgien) war ein belgischer Filmemacher, Schriftsteller, Zeitschriftenchefredakteur und Theaterleiter. 1963 drehte er den Film Deutschland – Endstation Ost, in dem er die Entwicklung in der DDR nach dem Mauerbau wohlwollend darstellte.

## Leben und Wirken

### Herkunft und frühe Jahre
Frans Buyens wuchs in einer radikalsozialistischen Arbeiterfamilie in Temse auf. Sein Vater war Korbmacher, später führten die Eltern eine kleine Gemüsehandlung.
Frans Buyens besuchte eine Volksschule und seit 1937 eine weiterführende Schule, die er jedoch 1938 wegen Geldmangels abbrechen musste. Seit dieser Zeit arbeitete er in der sozialistischen Metallgewerkschaft und war auch in der sozialistischen Jugendbewegung aktiv. Nach dem deutschen Überfall auf Belgien 1940 beendete er diese Tätigkeiten und legte zunächst sein Abitur ab. Danach war er in der Organisation eines Warenlagers tätig. Er war auch im militärischen Widerstand, verweigerte aber in einer Situation den Einsatz seiner Gruppe bei einer gefährlichen Operation, bei der zu viele seiner Männer getötet worden wären.
Nach der Befreiung 1944 war Frans Buyens zunächst als Journalist für verschiedene Zeitschriften tätig. Seit 1948 wurde er Chefredakteur einer Kulturzeitschrift, gründete später eine weitere, außerdem einen Kulturverein und ein satirisches Theater, dessen Leitung er aber nach einem Jahr krankheitsbedingt wieder aufgeben musste. Er veröffentlichte auch erste literarische Werke, darunter 1952 einen Science-Fiction-Roman. In den folgenden Jahren verdiente er sein Geld auch mit verschiedenen weiteren Tätigkeiten, darunter als Kleinhändler.

### Filmemacher
1958 kam Frans Buyens nach einer zufälligen Begegnung zum belgischen Fernsehen BRT und drehte seitdem dort mehrere Filme.
Seit 1961 hielt er sich (zeitweise?) in der DDR auf und erlebte den Bau der Berliner Mauer. Er hatte vorher im Umfeld der Gewerkschaft FDGB beobachtet,  dass selbst dort aktiv Arbeitskräfte für Tätigkeiten in West-Berlin abgeworben wurden.
1963 drehte Buyens auf Bitten des Ministeriums für Auswärtige Angelegenheiten der DDR den Film Deutschland – Endstation Ost, der die Entwicklung in der DDR zwar grundsätzlich positiv darstellt, aber auch einzelne kritische Stimmen von Passanten zum Mauerbau wiedergibt, was einmalig in DDR-Filmen war. In diesem Jahr war er Mitglied der Jury beim Internationalen Dokumentarfilmfestival in Leipzig.
Seit 1963 war Frans Buyens auch als Dozent für Film in Brüssel tätig und drehte weitere Filme in Belgien.c1984 veröffentlichte er außerdem einen autobiographischen Roman und danach weitere literarische Werke, in denen er sich unter anderem für aktive Sterbehilfe einsetzte.
Am 20. Februar 2004 gab es eine große Festveranstaltung anlässlich seines 80. Geburtstages durch seine Heimatstadt Temse mit über 200 prominenten Gästen aus Kultur und Gesellschaft als Würdigung seines Lebenswerkes. Am 24. Mai 2004 erlitt Frans Buyens einen Schlaganfall und starb zwei Tage später, da er eine medizinische Behandlung in seinen Verfügungen abgelehnt hatte. Sein Leichnam durfte zu medizinisch-wissenschaftlichen Untersuchungen genutzt werden. Sein Tod wurde erst eine Woche später bekanntgegeben, eine Trauerfeier gab es auf seinen Wunsch hin nicht.

### Familie
Frans Buyens heiratete im November 1944 Hélène Cant (* 1922), nachdem die gemeinsame Tochter Yvette (1944–2018) einige Monate zuvor geboren worden war. Diese wurde später Schauspielerin mit dem Künstlernamen Eva Kant und spielte unter anderem 1967 in einem DEFA-Film und 1969 in einer ZDF-Serie mit.
Seit 1973 lebte Frans Buyens mit der Künstlerin Lydia Chagoll zusammen.

### Bedeutung
Frans Buyens war ein engagierter linker Filmemacher und Schriftsteller in Belgien, der sich für Antimilitarismus und eine gerechtere Gesellschaft einsetzte. Er gilt als einer der Begründer der belgischen Science-Fiction-Literatur.

## Filmografie
- 1958: Glimlach moeder,  13′
- 1959: Jean Jaurés, 15’
- 1959: Frans Masereel, 20′
- 1960: Schietschijf, 13′
- 1960: Het land van Jaurés, 13′
- 1962: Vechten voor onze rechten, 60′
- 1963: August Vermeylen, 18′
- 1964: Deutschland – Endstation Ost, DEFA, 90′
- 1966: Für das Selbstbestimmungsrecht der Völker, DEFA, 60′
- 1967: Plus ou moins homme, 50′
- 1968: Dialogues avec Vercors, 6 x 10′
- 1968: Les enfants terribles, 26′
- 1968: Dien Bien, Phou, 26′
- 1969: Gaspard De Wit, 30′
- 1969: J’aime le noir et le blanc, 50′
- 1969: Frans Masereel, 45′
- 1969: Onderhoud met Frans Masereel, 45′
- 1969: Dialogen met Frans Masereel, 3 x 10′
- 1969: Stad aan de Schelde, 28′
- 1971: Open dialoog, 82′
- 1971: Ieder van ons, 83′
- 1971: Lodewijk De Raedt, 20′
- 1972–1973: Een mens genaamd (reeks van 5 portretten 3 x 50′)
- 1972: Open dialoog/Breendonk, 6 x 10′
- 1972: Over gastarbeiders, 13′
- 1972: Vrouw en arbeid, 3 x 50′
- 1973: Het dwaallicht, 108′
- 1974: Waar de vogeltjes hoesten,  90′
- 1974: Wondershop, 65′
- 1975–1979: Ook dit is leven, 7 portretten 7 x 50′
- 1976: Ward Ruyslinck, 50′
- 1977: Joseph Lacasse. 18′
- 1977: Henri De Braekeleer, 13′
- 1977: Fritz Van den Berghe, 71′
- 1979: Mechelen/Auschwitz, 50′
- 1979: Een dag zullen er geen getuigen meer zijn, 90′
- 1979: Frans Masereel aspecten van zijn werk, 57′
- 1982: Tijd om gelukkig te zijn, 100′
- 1983: Sarah zegt .. Leila zegt …
- 1992: Minder dood dan de anderen, 95′
- 1993: Tango, tango, 81′
- 1997–1999 Weten waarom, 9 x 60′